# Nombre de Schiller
Le nombre de Schiller {\displaystyle (Sch)} est un nombre sans dimension utilisé en mécanique des fluides. Il est utilisé pour caractériser le déplacement d'éléments immergés dans un fluide,. Il décrit le rapport entre les forces visqueuses et les forces d'inertie (représentées par le nombre de Reynolds) et la traînée de l'élément immergé.
Ce nombre porte le nom de Walter Schiller, ingénieur allemand.
On le définit de la manière suivante :
{\displaystyle Sch=v\left({\frac {\rho _{f}}{g\nu (\rho _{s}-\rho _{f})}}\right)^{\frac {1}{3}}={\left({\frac {Re}{C_{D}}}\right)}^{\frac {1}{3}}}
avec :
- v - vitesse
- g - accélération gravitationnelle
- ν - viscosité cinématique
- ρf - masse volumique du fluide
- ρs - masse volumique de l'élément immergé
- Re - nombre de Reynolds
- CD - coefficient de traînée